# Ürümcsi Tivopu nemzetközi repülőtér
A Ürümcsi Tivopu nemzetközi repülőtér (IATA: URC, ICAO: ZWWW) Kína egyik nemzetközi repülőtere, amely Ürümcsi központjától 16 km-re ÉNY-ra található. Éves utasforgalma 10 035 368 fő (2022).

## Futópályák
A repülőtér futópályái:
- 07/25 (3600 m, 45 m, aszfalt)

## Forgalom
Az utasforgalom az elmúlt években az alábbi módon változott:
| Utasok száma | 1 597 575 | 1 784 351 | 4 424 458 | 6 169 981 | 9 148 329 | 13 347 188 | 18 506 463 | 21 500 901 | 11 152 723 | 10 035 368 |
|              | 2000      | 2002      | 2005      | 2007      | 2010      | 2012       | 2015       | 2017       | 2020       | 2022       |

## Légitársaságok és úticélok
2023-ban az Ürümcsi Tivopu nemzetközi repülőtérről az alábbi járatok indulnak:

### Személy
| Légitársaság             | Célállomások |
| ------------------------ | --- |
| 9 Air                    | Altay, Guangzhou, Xining, Zhongwei |
| Air China                | Aksu, Beijing–Capital, Chengdu–Shuangliu, Chengdu–Tianfu, Chongqing, Guangzhou, Hangzhou, Hotan, Kashgar, Shanghai–Pudong, Tianjin, Wuhan, Xining, Yining, Yuncheng Hajj: Jeddah, Medina |
| Ariana Afghan Airlines   | Szezonális: Kabul |
| Beijing Capital Airlines | Beijing–Daxing, Hangzhou, Shijiazhuang, Xiamen, Zhengzhou |
| China Eastern Airlines   | Beijing–Daxing, Guangzhou, Hangzhou, Hefei, Kashgar, Kunming, Nanjing, Ningbo, Shanghai–Hongqiao, Shanghai–Pudong, Shiyan, Taiyuan, Wuhan, Wuxi, Xi'an |
| China Southern Airlines  | Aksu, Almaty, Altay, Aral, Aşgabat, Astana, Baku, Bangkok–Suvarnabhumi, Baotou, Bazhong, Beijing–Daxing, Bishkek, Bole, Changchun, Changsha, Chengdu–Shuangliu, Chongqing, Dalian, Dubai–International, Dushanbe, Fuyun, Fuzhou, Guangzhou, Guiyang, Haikou, Hangzhou, Hefei, Hohhot, Hotan, Huizhou, Islamabad, Jinan, Kanas, Karamay, Kashgar, Khujand, Korla, Kunming, Kuqa, Lahore, Lanzhou, Mianyang, Moscow–Sheremetyevo, Nanchang, Nanchong, Nanjing, Nanning, Nanyang, Novosibirsk, Qiemo, Qingdao, Ruoqiang, Saint Petersburg, Samarqand, Sanya, Shache, Shanghai–Hongqiao, Shanghai–Pudong, Shenyang, Shenzhen, Shijiazhuang, Tacheng, Taipei–Taoyuan, Taiyuan, Tashkent, Tashkurgan, Tbilisi, Tehran–Imam Khomeini, Tianjin, Tumxuk, Bécs, Wenzhou, Wuhan, Xiamen, Xi'an, Xining, Xuzhou, Yinchuan, Yining, Yiwu, Yutian, Zhaosu, Zhengzhou, Zhuhai |
| Chongqing Airlines       | Chongqing |
| FlyArystan               | Astana |
| GX Airlines              | Yichang |
| Hainan Airlines          | Beijing–Capital, Changsha, Chengdu–Shuangliu, Chengdu–Tianfu, Chongqing, Guangzhou, Haikou, Hangzhou, Hohhot, Hotan, Jinan, Kashgar, Kuqa, Lanzhou, Nanjing, Sanya, Shanghai–Hongqiao, Shenyang, Shenzhen, Taiyuan, Wenzhou, Wuhan, Xiamen, Xi'an, Yichang, Zhengzhou, Zhuhai |
| Hebei Airlines           | Shijiazhuang |
| Jiangxi Air              | Nanchang, Xi'an |
| Juneyao Airlines         | Shanghai–Hongqiao, Shanghai–Pudong |
| Korean Air               | Szezonális: Seoul–Incheon |
| Loong Air                | Hangzhou, Shanghai–Pudong, Yinchuan |
| Lucky Air                | Chengdu–Tianfu, Kashgar, Kunming, Lanzhou, Ngari |
| Okay Airways             | Changsha, Xi'an |
| Qingdao Airlines         | Lanzhou, Nanyang, Qingdao |
| Shandong Airlines        | Aksu, Bangkok–Suvarnabhumi, Fuzhou, Hangzhou, Hotan, Jinan, Kashgar, Kunming, Lanzhou, Nanjing, Osaka–Kansai, Qingdao, Shijiazhuang, Taiyuan, Xiamen, Yantai, Yinchuan |
| Shanghai Airlines        | Hotan, Lanzhou, Shanghai–Hongqiao, Shanghai–Pudong, Zhengzhou |
| Shenzhen Airlines        | Korla, Lanzhou, Shenzhen |
| Sichuan Airlines         | Beihai, Beijing–Capital, Chengdu–Shuangliu, Chengdu–Tianfu, Chongqing, Guangyuan, Hangzhou, Jieyang, Kashgar, Kunming, Lanzhou, Lhasa, Luzhou, Mianyang, Nanning, Quanzhou, Sanya, Sydney, Xi'an, Xining, Yibin, Zhengzhou, Zhongwei |
| Spring Airlines          | Lanzhou, Luoyang, Ningbo, Shanghai–Hongqiao, Shijiazhuang, Xi'an, Yangzhou |
| Suparna Airlines         | Jinan, Yining |
| Tianjin Airlines         | Aksu, Altay, Beijing–Daxing, Bole, Changchun, Changsha, Chongqing, Datong, Haikou, Hami, Hangzhou, Hotan, Kashgar, Korla, Kuqa, Nalati, Qingdao, Sanya, Shache, Tacheng, Tianjin, Wuhan, Wuhu, Xi'an, Yining, Zhanjiang, Zhengzhou |
| Urumqi Air               | Bangkok–Suvarnabhumi, Changsha, Chengdu–Shuangliu, Fuzhou, Haikou, Hong Kong, Hotan, Irkutsk, Jinan, Kanas, Karamay, Kashgar, Lanzhou, Lianyungang, Longnan, Luoyang, Mianyang, Nanchong, Nanjing, Nha Trang, Pattaya, Qingdao, Qionghai, Shihezi, Wanzhou, Wenzhou, Wuhan, Xi'an, Yancheng, Yining, Yulin (Shaanxi), Yutian, Zhengzhou |
| Uzbekistan Airways       | Tashkent |
| West Air                 | Chongqing, Zhengzhou |
| XiamenAir                | Beijing–Daxing, Changsha, Fuzhou, Hangzhou, Huai'an, Jinan, Quanzhou, Tianjin, Xiamen, Yinchuan, Zhengzhou |

### Cargo
| Légitársaság             | Célállomások |
| ------------------------ | ------------ |
| ASL Airlines Belgium     | Liège        |
| Ethiopian Airlines Cargo | Addis Ababa  |
| Silk Way Airlines        | Baku         |
| Turkmenistan Airlines    | Aşgabat      |
| Uzbekistan Airways       | Ostrava      |
| YTO Cargo Airlines       | Islamabad    |